# Kaskasapakte
Kaskasapakte est une montagne du massif du Kebnekaise, en Laponie suédoise. Culminant à 2 040 m d'altitude, c'est le sixième plus haut sommet du pays. C'est aussi l'un des quelques sommets de Suède requérant des techniques d'escalade.